# Log4Shell
Log4Shell, cunoscută și prin numărul CVE⁠(d) care i s-a atribuit, CVE-2021-44228, este o vulnerabilitate cu execuție de cod arbitrar⁠(d) de zero zile a popularului framework de logging din Java⁠(d) Log4j. Vulnerabilitatea a fost dezvăluită Fundației Apache de către echipa de cloud security de la Alibaba pe 24 noiembrie 2021 și publicată pe 9 decembrie 2021.
Vulnerabilitatea profită de faptul că Log4j execută fără să verifice cereri LDAP și JNDI⁠(d). Acest lucru permite atacatorilor să execute cod Java arbitrar pe un server sau pe alt computer. Printre serviciile afectate se numără Cloudflare, iCloud, ediția Java a lui Minecraft și Steam. Lunasec a caracterizat vulnerabilitatea drept „o eroare de proiectare de proporții catastrofale”, iar Tenable ca „cea mai mare și mai critică vulnerabilitate din ultimul deceniu”. Apache Software Foundation, care administrează proiectul Log4j, a acordat vulnerabilității Log4Shell un rating CVSS⁠(d) de 10, cel mai mare scor posibil.

## Context
Log4j este un framework de înregistrare open source care permite dezvoltatorilor de software să înregistreze diverse date în aplicația lor pe măsură ce aceasta rulează. Aceste date pot include și date de intrare primite de la utilizator. Este folosit în multe locuri în aplicații Java, în special în software enterprise. Scrisă inițial în 2001 de Ceki Gülcü, acum face parte din Apache Logging Services, un proiect al Apache Software Foundation.

## Atenuare
Remedieri pentru această vulnerabilitate au fost lansate pe 6 decembrie 2021, cu trei zile înainte de publicarea vulnerabilității, în Log4j versiunea 2.15.0-rc1. Remedierea a inclus restricționarea serverelor și protocoalelor care pot fi utilizate pentru căutări, care pot fi configurate folosind mai multe proprietăți ale sistemului. Aceasta a înlocuit proprietatea de sistem log4j2.formatMsgNoLookups, care se recomandă să fie utilizată pentru a atenua vulnerabilitatea în versiunile anterioare, setând-o la true. În plus, toate feature-urile care utilizează JNDI⁠(d), pe care se bazează această vulnerabilitate, vor fi dezactivate în mod implicit începând cu versiunea 2.15.1.
Versiunile mai noi de JRE⁠(d) atenuează și ele această vulnerabilitate, blocând încărcarea implicită de cod de la distanță, deși vectorii de atac încă există în anumite aplicații.

## Răspuns și impact
În Statele Unite, directorul Cybersecurity and Infrastructure Security Agency⁠(d) (CISA), Jen Easterly, a caracterizat exploitul drept „critic” și a sfătuit furnizorii de servicii să acorde prioritate actualizărilor de software, iar Centrul Canadian pentru Securitate Cibernetică⁠(d) (CCC) a cerut organizațiilor să ia măsuri imediate. Agenția germană similară Bundesamt für Sicherheit in der Informationstechnik⁠(d) (BSI) a clasificat exploitul la cel mai înalt nivel de amenințare, afirmând că situația este „[una] de amenințare extrem de critică”. De asemenea, a raportat că mai multe atacuri au avut deja succes și că este greu de evaluat impactul real al acestei situații.
Potrivit firmei de securitate cibernetică GreyNoise, mai multe adrese IP făceau scraping⁠(d)  — încercau site-uri web pentru a verifica dacă serverele au sau nu vulnerabilitatea. Canada Revenue Agency⁠(d) și-a închis temporar serviciile online după ce a aflat despre vulnerabilitate, în timp ce guvernul Quebecului a închis aproape 4000 de site-uri web ca „măsură preventivă”.
Administratorii de sistem au fost sfătuiți să evalueze situația și să pună în aplicare măsuri de atenuare cât mai repede posibil, fie prin actualizarea bibliotecii, fie prin dezactivarea lookupurilor folosind proprietatea de sistem.